# Оскар Негт
Оскар Негт (нім. Oskar Negt; 1 серпня 1934, Капкайм, Східна Пруссія — 2 лютого 2024) — німецький філософ і соціолог, один з представників Франкфуртської школи критичної теорії. Професор соціології Ганноверського університету.